# Polyonymus caroli
Polyonymus caroli е вид птица от семейство Колиброви (Trochilidae), единствен представител на род Polyonymus.

## Разпространение
Видът е разпространен в Перу.